# 1707年プロテスタント宗教及び長老派教会法
1707年プロテスタント宗教及び長老派教会法（1707ねんプロテスタントしゅうきょうおよびちょうろうはきょうかいほう、英語: Protestant Religion and Presbyterian Church Act 1707）は、スコットランド王国議会がイングランド王国との合同直前に制定した法律。スコットランド国教会の地位がイングランドとの合同に影響されないことを定めた法。

## 憲法上の重要性
イギリスの憲法上の重要性としては、1937年摂政法で言及されたことがある。1937年摂政法第4条では摂政が裁可を与える権限のない制定法の法案について定めているが、この法案とは王位継承順位を変更する法案、そして1707年プロテスタント宗教及び長老派教会法を改正または廃止する法案であり、同条項で挙げられた特定の法律名はこの1つだけである。その理由について、法務長官ドナルド・サマーヴェルは1937年摂政法案が庶民院で弁論されていたときに「スコットランド議会のこの法案への防衛条項は合同法で明示的に言及されており、それが（1707年プロテスタント宗教及び長老派教会法が）ここに現れた歴史上の理由である」と答弁した。イングランド議会も1706年にイングランド国教会の地位を保障する法を制定したが、この法は1937年摂政法では言及されなかった。